# 音の強さ
音の強さ（おとのつよさ）あるいは、音響インテンシティ（おんきょうインテンシティ、英: sound intensity）とは、音場内のある点において、単位面積を単位時間に通過する音響エネルギーであり、単位は[W/m²]。音響エネルギー束密度（英: sound energy flux density）、音響パワー密度（英: sound power density）と同義である。ベクトル量であり、音圧と粒子速度の積の時間平均により表される。
媒質を揺らし空間を伝播していく音波はエネルギーをもつ。音場のある特定の方向の音響インテンシティは、その方向に垂直な単位面積を単位時間に通過する音響エネルギー束（音響パワー）に等しい。JIS（日本産業規格）では、「指定された方向に垂直な面を通過する音響エネルギー束をその面積で除した値」と定義される。すなわち単位面積あたりに音波がなす仕事率（パワー）であるといえる。

## 解説
音響インテンシティ（音の強さ）は、音圧と粒子速度により記述される、音のエネルギーの伝搬に関する量である。

### 音圧と粒子速度

#### 波動方程式
音波が伝搬している場である音場（おんば、英: sound field）の記述には通常、音圧と粒子速度（媒質粒子が振動する速度）が選択される。
これは、音波の伝搬過程を支配する基本的な式である波動方程式が、音圧{\displaystyle p}と粒子速度{\displaystyle {\boldsymbol {u}}}を、
{\displaystyle {\boldsymbol {u}}=\operatorname {grad} \varphi ,\quad p=\rho {\frac {\partial \varphi }{\partial t}}}
とする速度ポテンシャル{\displaystyle \varphi }により
{\displaystyle \nabla ^{2}\varphi -{\frac {1}{c^{2}}}{\frac {\partial ^{2}\varphi }{\partial t^{2}}}=0}
という式で表されることによる。ここで{\displaystyle \rho }は媒質の密度、{\displaystyle c}は音波の伝搬速度（音速）である。

#### インピーダンス
さてここで、自由空間の音波について、平面波では音圧{\displaystyle p}と粒子速度{\displaystyle u}の間に、
{\displaystyle p=\rho cu}
が成り立つ。一方、球面波については、音圧と粒子速度に位相差が生じるため、波数{\displaystyle k}の単弦波では
{\displaystyle {\frac {p}{u}}=\rho c{\frac {\mathrm {j} kr}{1+\mathrm {j} kr}}}
となる。{\displaystyle \mathrm {j} }は虚数単位 (= √−1)、{\displaystyle r}は音源からの距離である。そのため、{\displaystyle kr\gg 1}になるような距離が非常に大きく、粒子速度を一方向だけ考慮すればよいような場合では{\displaystyle p=\rho cu}に近づき、平面波の場合に等しくなる。
ここで、
{\displaystyle z={\frac {p}{u}}}
を比音響インピーダンス（英: specific acoustic impedance）または音響インピーダンス密度と呼び、単位は[Pa⋅s/m]である。自由空間に1つの平面波がエネルギー損失のない媒質を伝搬する場合、{\displaystyle p=\rho cu}から、比音響インピーダンス{\displaystyle z}は常に実数であり、{\displaystyle z=p/u=\rho c}となる。これは媒質に固有の値をとり、その媒質の特性インピーダンス、あるいは固有音響抵抗という。

### 音響エネルギー密度
音響エネルギー密度（おんきょうエネルギーみつど、英: acoustic energy density）は音場に存在する単位体積当たりの音響エネルギーであり、SI単位は[J/m3]である。
媒質中のある部分のエネルギーのうち、音によって生じた力学的エネルギーが音響エネルギーである。
音響エネルギーは、運動エネルギーとポテンシャルエネルギーからなり、定常音の場合の音響エネルギー密度の時間平均値{\displaystyle E}は、運動エネルギー密度とポテンシャルエネルギー密度それぞれの時間平均値{\displaystyle E_{K}}、{\displaystyle E_{P}}により、
{\displaystyle E=E_{K}+E_{P}={\frac {1}{2}}\rho {u_{\text{rms}}}^{2}+{\frac {1}{2}}{\frac {{p_{\text{rms}}}^{2}}{{\rho }c^{2}}}}
となる。ここで、{\displaystyle p_{\text{rms}}}は音圧の実効値（実効音圧）、{\displaystyle u_{\text{rms}}}は粒子速度の実効値である。平面波の場合は、{\displaystyle p=\rho cu}から、
{\displaystyle E={\frac {{p_{\text{rms}}}^{2}}{\rho c^{2}}}=\rho {u_{\text{rms}}}^{2}}
が成り立つ。また理想拡散音場（後述）でも{\displaystyle E={{p_{\text{rms}}}^{2}}/{\rho c^{2}}}が成り立つ。
音響エネルギーは音波によって音速で伝搬し、ある面を単位時間に通過する音響エネルギーを音響パワーという。この音響エネルギーの伝搬に関して、球面波の場合には、平面波には無い音圧と粒子速度の位相差により生じる、その場所で留まり外に向かって伝搬しないエネルギー成分がある。

### 音響インテンシティ（音の強さ）
音響インテンシティ（音の強さ）は、音圧{\displaystyle p}と粒子速度{\displaystyle {\boldsymbol {u}}}の積{\displaystyle p{\boldsymbol {u}}}により表されるが、上で音圧と粒子速度の比をインピーダンスとおいたように、音圧を交流電圧に、体積速度（=粒子速度×面積）を交流電流に対応させたとき、電圧と電流の積である電力に対応するものが音響パワーであり（いずれも仕事率であり単位はワット）、単位面積あたりの音響パワーを表すベクトル量が音響インテンシティである。
さて、音響インテンシティというとき、瞬間値ではなく時間平均をとり、その量{\displaystyle {\boldsymbol {I}}}[W/m2]は、音波の周期の整数倍もしくは周期に対して十分に長い時間{\displaystyle T}[s]に対し、
{\displaystyle {\boldsymbol {I}}={\frac {1}{T}}\int _{0}^{T}p{\boldsymbol {u}}dt}
である。
また、音場のある特定の方向aの音響インテンシティ{\displaystyle I_{a}}は、その方向に垂直な単位面積を単位方向に通過する音響エネルギー（音響パワーまたは音響エネルギー束）に等しく、粒子速度の瞬時値のa方向成分{\displaystyle u_{a}}[m/s]を用いて、
{\displaystyle I_{a}={\frac {1}{T}}\int _{0}^{T}pu_{a}dt}
で与えられる。
自由空間を伝搬する平面波の場合、{\displaystyle p=\rho cu}であることから、音響インテンシティ{\displaystyle I} [W/m2]の大きさは、音圧（実効音圧）{\displaystyle p_{\text{rms}}} [Pa]、媒質の密度 {\displaystyle \rho } [kg/m3]、媒質中の音波の速度（音速）{\displaystyle c} [m/s]を用いて、
{\displaystyle I={{p_{\text{rms}}}^{2} \over {\rho c}}=cE}
と表され、音圧（実効音圧）{\displaystyle p_{\text{rms}}}の2乗に比例する。また、これは{\displaystyle p=\rho cu}である場合の媒質中の単位体積に含まれる音波のエネルギーである音響エネルギー密度{\displaystyle E(={{p_{\text{rms}}}^{2}}/{\rho c^{2}})}が音の速さ{\displaystyle c}で伝搬することを示す。
球面波の場合、音響エネルギーの一部は伝搬せず留まるが、音響インテンシティの大きさは平面波と同じ{\displaystyle |{\boldsymbol {I}}|={p_{\text{rms}}}^{2}/{\rho c}}となる。また、音源からの距離の2乗に反比例する（逆2乗の法則）。

### 音響パワー
音響パワーは、音場内のある面 {\displaystyle {\boldsymbol {S}}} [m2]を単位時間内に通過する音響エネルギーであり、音響パワー{\displaystyle W} [W]は音の強さ（音響インテンシティ）{\displaystyle {\boldsymbol {I}}}[W/m2]を用いて下式で与えられる。
{\displaystyle W=\int _{\boldsymbol {S}}{\boldsymbol {I}}\cdot d{\boldsymbol {S}}={\frac {1}{T}}\int _{0}^{T}dt\int _{\boldsymbol {S}}p{\boldsymbol {u}}\cdot d{\boldsymbol {S}}}
ここで、{\displaystyle {\boldsymbol {u}}\cdot d{\boldsymbol {S}}}を面 {\displaystyle {\boldsymbol {S}}} について積分したものは、体積速度（単位: m3/s）と定義される。また、平面波音場では、音圧の実効値を {\displaystyle p_{\text{rms}}}、{\displaystyle \theta } を面 {\displaystyle S} の法線ベクトルと音の伝搬方向とのなす角とすると、
{\displaystyle W={\frac {{p_{\text{rms}}}^{2}}{\rho c}}S\cos \theta }
が成り立つ。
JISによれば、「面積要素を通過する音響パワー」および「音響エネルギー束」は、対象とする面を通過する瞬時音圧と体積速度の同相成分の積の時間平均値と定義される。
また、音源を取り囲む閉曲面を通過する全音響パワーを音響出力（音源の音響パワー）と呼ぶ。

### 拡散音場の音響インテンシティ
拡散音場（かくさんおんば、英: diffuse sound field）は、すべての点において音響エネルギー密度が等しく、かつあらゆる方向から等確率で音響エネルギーが伝搬する仮想的な音場である。

#### 音場内のある点の音響インテンシティ
音響エネルギー密度が{\displaystyle E}である拡散音場において、ある点からみて、単位立体角の範囲から到来して単位時間に通過するエネルギー（立体角当たりの音響インテンシティ）は、{\displaystyle cE/4\pi } となる。全方向（全立体角{\displaystyle 4\pi }）からの単位時間当たりのエネルギーは{\displaystyle 4\pi I}であり、{\displaystyle cE}に等しい。これは拡散音場において、あらゆる方向から到来するエネルギーの総和が、自由音場の平面波同様に、音響エネルギー密度{\displaystyle E}と音速{\displaystyle c}の積で表され、音響エネルギー密度について{\displaystyle E={{p_{\text{rms}}}^{2}}/{\rho c^{2}}}が成り立つことから、音場内ではすべての点で実効音圧が等しくなることを表す。
また、ベクトル量である音響インテンシティ{\displaystyle {\boldsymbol {I}}}を考えると、すべての点において音響エネルギー密度が等しく、かつあらゆる方向から等確率で音響エネルギーが伝搬するという拡散音場の仮定から、どの点でも平均音響インテンシティの大きさ{\displaystyle |{\boldsymbol {I}}|}は0になる。

#### 壁面に入射する音響インテンシティ
音響エネルギー密度が {\displaystyle E(={{p_{\text{rms}}}^{2}}/{\rho c^{2}})} である拡散音場において、壁面の単位面積に対して単位時間に入射する音響エネルギー（壁面に対して垂直方向成分の音響インテンシティ）{\displaystyle I} は、
{\displaystyle I={\frac {cE}{4}}={\frac {{p_{\text{rms}}}^{2}}{4\rho c}}}
となる。これは、壁面上のある点に入射する天頂角 {\displaystyle \theta } からの単位立体角当たりの音響インテンシティの垂直方向成分が{\displaystyle ({cE}/{4\pi })\cos \theta } であることから、立体角要素 {\displaystyle \sin \theta \ d\theta \ d\phi } （ {\displaystyle \phi } は方位角）について、半球面の積分を取ることにより、
{\displaystyle I={\frac {cE}{4\pi }}\int _{0}^{2\pi }d\phi \int _{0}^{\pi /2}\sin \theta \cos \theta d\theta ={\frac {cE}{4}}}
となることによる。
このように、拡散音場の壁面に入射する音響インテンシティは、拡散音場の空間上のある点に全方向から入射する音響エネルギー（音響インテンシティ）{\displaystyle cE}の1/4である。

## 音の強さのレベル
音の強さを、基準値との比の常用対数によって表現した量を、音の強さのレベル、あるいは音響インテンシティレベル（英: sound intensity level）という。
単位はデシベル (dB)。
基準値は最小可聴音
{\displaystyle I_{0}=\;10^{-12}\,\mathrm {[W/{m}^{2}]} \,}
であり、音の強さ {\displaystyle I} [W/m2] に対する音の強さのレベルは
{\displaystyle L_{I/(1\,\mathrm {pW/m^{2}} )}=10\,\log _{10}\left({\frac {I}{I_{0}}}\right)\,\mathrm {[dB]} }
である。